# 柯比 (蒙大拿州)
柯比（英語：Kirby）是位於美國蒙大拿州大角縣的非建制地區。

## 歷史
柯比的郵局於1895年設立，其後於1970年停運。

## 地理
柯比所處的海拔為高於海平面1182米（即3878英呎），而該地所採用的時區為UTC-6，即北美山地時區（MST）。同時該地設有夏令時間，為UTC-7調快一小時，即UTC-6（MDT）。